# Hiếu Ninh Đại quân
Hiếu Ninh Đại quân (6 tháng 1 1396 – 12 tháng 6 1486) là vương tử nhà Triều Tiên và là con trai thứ hai của vua Thái Tông và Nguyên Kính Vương hậu. Ông là anh trai của vua Thế Tông.

## Gia đình
- Cha: Vua Thái Tông (태종)
- Mẹ: Nguyên Kính vương hậu Mẫn thị (원경왕후 민씨)
- Phi tần và các quan hệ khác:

1. Nhị Thành Phủ phu nhân họ Triệu (예성부부인 정씨)
  1. Yi Chae, Nghĩa Thành quân (의성군 이채), con trai cả
  2. Yi Chin, hoàng tử Seowon (서원군 이친), con trai thứ 2
  3. Yi Gap, Bảo Thành quân (보성군 이갑), con trai thứ 3
  4. Yi Mil, hoàng tử Nakwon (낙원군 이밀), con trai thứ 4
  5. Yi Jeong, Vĩnh Xuyên quân (영천군 이정), con trai thứ 5
  6. Yi Ui, Nguyên Xuyên quân (원천군 이의), con trai thứ 6
  7. Công chúa Biin (비인현주), con gái cả; sau khi kết hôn với Lee Hun (이훈)
2. Tiểu thư Pyeonghae
  1. Yi Nang
  2. Con gái không rõ; sau khi kết hôn với Jeon Jin-hyeong (전진형)